# Lenzing
Lenzing osztrák mezőváros Felső-Ausztria Vöcklabrucki járásában. 2018 januárjában 5043 lakosa volt.

## Elhelyezkedése

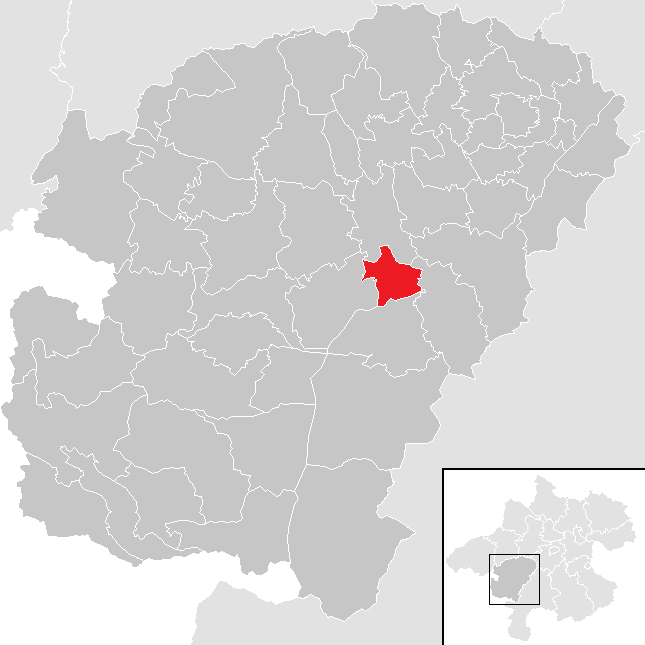
Lenzing a Vöcklabrucki járásban

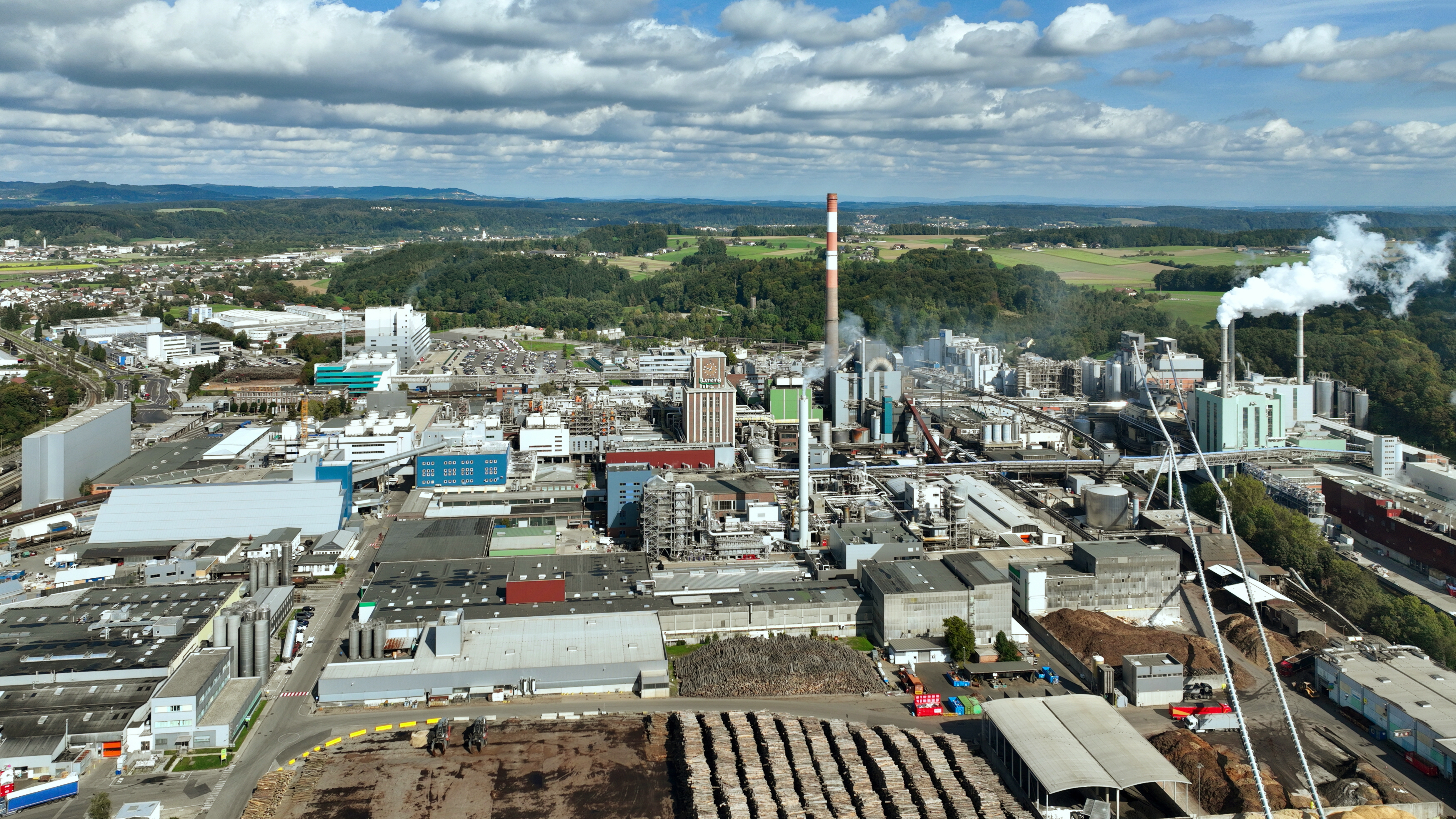
A Lenzing AG

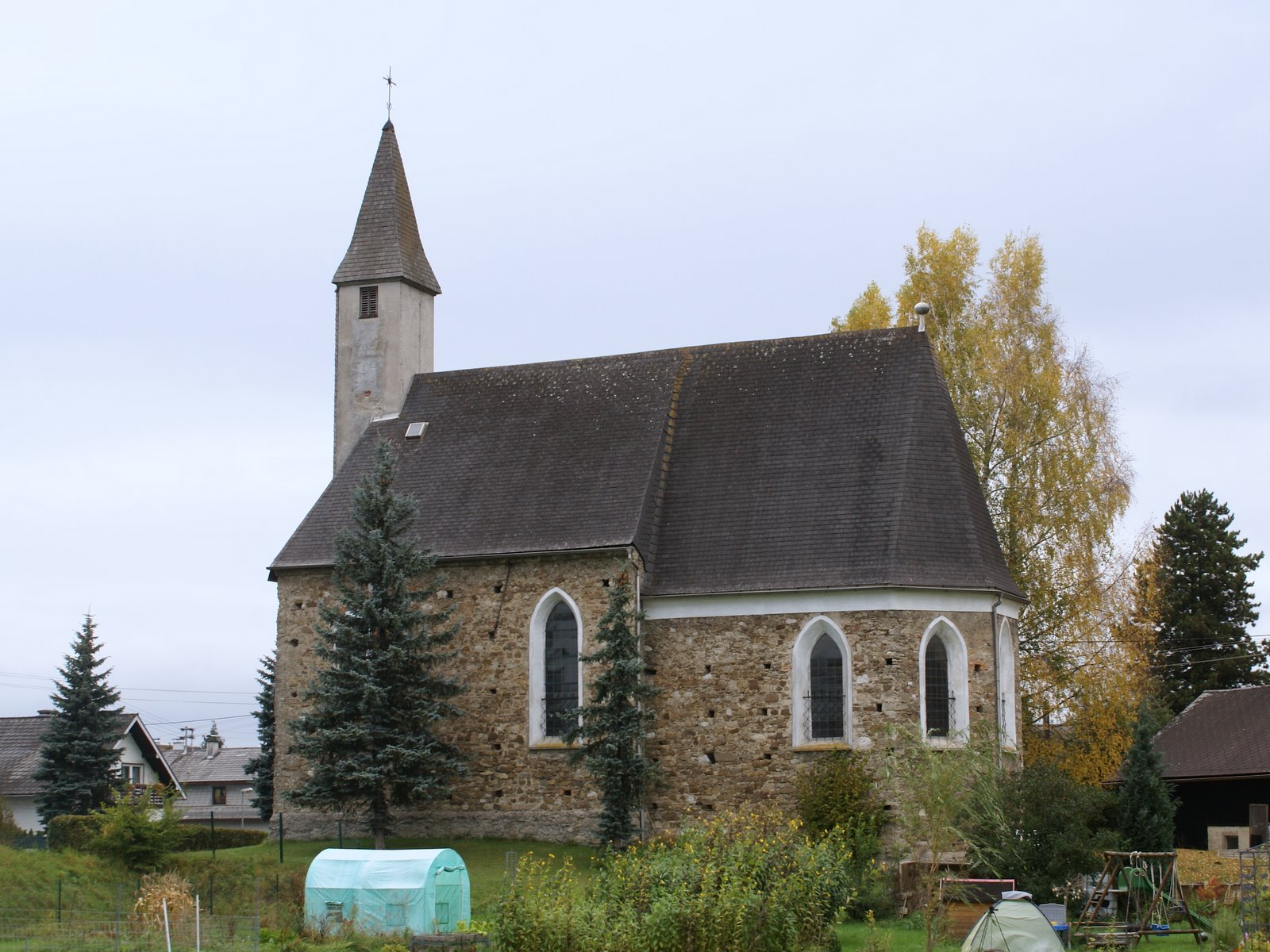
A Szt. András-templom

Lenzing Felső-Ausztria Hausruckviertel régiójában helyezkedik el, az Attersee-től északra, az Ager folyó mentén. Területének 13,2%-a erdő, 56,4% áll mezőgazdasági művelés alatt. Az önkormányzat 12 településrészt és falut egyesít: Alt Lenzing (692 lakos 2018-ban), Haid (55), Kraims (51), Lenzing (2981), Neuhausen (52), Oberachmann (371), Pichlwang (267), Raudaschlmühle (0), Reibersdorf (116), Thal (34), Ulrichsberg (42) és Unterachmann (382).
A környező önkormányzatok: északon Timelkam, keleten Aurach am Hongar, délen Schörfling am Attersee, nyugaton Seewalchen am Attersee.

## Története
Lenzing a kora középkorban a Bajor Hercegség keleti határán feküdt, a 12. században pedig átkerült az Osztrák Hercegséghez. 1490 után az Enns feletti Ausztria hercegségének volt része.
1892-ben Emil Hamburger alapította azt a papírgyárat, amely mára a Lenzing AG-vá, a település legnagyobb vállalkozásává fejlődött (A Lenzing AG a világ egyik legnagyobb cellulózt és viszkózus szálat gyártó cége). 1918-ban, a Monarchia megszűnésével a térség Felső-Ausztria tartományhoz került. Miután 1938-ban Ausztria csatlakozott a Német Birodalomhoz, megalapították a Zellwolle Lenzing AG vegyipari céget, amely cellulóztermékeket, többek között fagyapotot gyártott. A mai önkormányzat 1939-ben jött létre, amikor az addig Oberachmannról elnevezett községhez a környező önkormányzatoktól területeket soroltak át. A községet 1940-tól Agerzellnek hívták.
1944-ben Lenzingben létrehozták a mauthauseni koncentrációs tábor kirendeltségét. Az 565, többségében női fogoly a fagyapotgyárban végzett kényszermunkát. A tábort 1945 májusában szabadította fel az amerikai hadsereg.
Lenzinget 1984-ben emelték mezővárosi rangra.

## Lakosság
A lenzingi önkormányzat területén 2018 januárjában 5043 fő élt. A lakosságszám 1971-ben érte el a csúcspontját 5406 fővel, azóta ötezer körül stabilizálódott. 2015-ben a helybeliek 89,5%-a volt osztrák állampolgár; a külföldiek közül 1,6% a régi (2004 előtti), 3,3% az új EU-tagállamokból érkezett. 3,7% a volt Jugoszlávia (Szlovénia és Horvátország nélkül) vagy Törökország, 1,9% egyéb országok polgára. 2001-ben a lakosok 68,1%-a római katolikusnak, 12,5% evangélikusnak, 1,1% ortodoxnak, 4% mohamedánnak, 12,4% pedig felekezeten kívülinek vallotta magát. Ugyanekkor 42 magyar élt a mezővárosban. A legnagyobb nemzetiségi csoportot a német (92,9%) mellett a horvátok alkották 1,7%-kal).

## Látnivalók
- az 1962-ben épült Szentlélek-plébániatemplom
- a késő gótikus Szt. András-templom Pichlwangban

## Fordítás
- Ez a szócikk részben vagy egészben  a   Lenzing című német Wikipédia-szócikk ezen változatának fordításán alapul.  Az eredeti cikk szerkesztőit annak laptörténete sorolja fel. Ez a jelzés csupán a megfogalmazás eredetét és a szerzői jogokat jelzi, nem szolgál a cikkben szereplő információk forrásmegjelöléseként.